# Hieracium diminuens
Hieracium diminuens es una especie de planta con flor del género Hieracium, de la familia Asteraceae, orden Asterales.

## Distribución
Hieracium diminuens se distribuye por Noruega, Suecia, Finlandia y Rusia.

## Taxonomía
Fue descrita científicamente por (Norrl.) Norrl. Fue publicada en Herb. Mus. Fenn., ed. 2, Pl. Vasc.